# کولی (داغستان)
کولی (به لاتین: Kuli) یک منطقهٔ مسکونی در روسیه است که در شهرستان کولینسکی واقع شده‌است.